# Slow Dazzle
Slow Dazzle är den tidigare The Velvet Underground-medlemmen John Cales femte soloalbum, utgivet 1975. Albumet producerat av John Cale och släpptes under etiketten Island Records.

## Låtlista
1. "Mr. Wilson"  (3:17)
2. "Taking It All Away"  (2:59)
3. "Dirty-Ass Rock 'N' Roll"  (4:44)
4. "Darling I Need You"  (3:38)
5. "Rollaroll"  (3:59)
6. "Heartbreak Hotel"  (3:14)
7. "Ski Patrol"  (2:12)
8. "I'm Not The Loving Kind"  (3:12)
9. "Guts"  (3:27)
10. "The Jeweller"  (5:07)

## Medverkande
- John Cale: keyboard, sång
- Gerry Conway: slagverk
- Pat Donaldson: bas
- Timi Donald: slagverk
- Brian Eno: synthesizer
- Phil Manzanera: gitarr
- Geoff Muldaur: sång
- Chris Spedding: gitarr
- Chris Thomas: violin, keyboard